# Archidona (Ekwador)
Archidona – miasto w Ekwadorze, w prowincji Napo, stolica kantonu Archidona. 
Miasto zostało założone w 1560 roku. Przez miejscowość przebiega droga krajowa E45. Patronem miasta jest Serce Jezusa.